# Fédération des Philippines de football
La Fédération des Philippines de football (Philippine Football Federation (en) PFF) est une association regroupant les clubs de football des Philippines et organisant les compétitions nationales et les matchs internationaux de la sélection des Philippines.
La fédération nationale des Philippines est fondée en 1907. Elle est affiliée à la FIFA depuis 1928 et est membre de l'AFC depuis 1954.